# 锐叶木犀
锐叶木犀（学名：Osmanthus lanceolatus）为木犀科木犀属下的一个种。

## 扩展阅读
- 維基物種上的相關：锐叶木犀